# وین کاتز
وین کاتز (انگلیسی: Wayne Kaatz؛ زادهٔ) فیلم‌نامه‌نویس اهل کشور ایالات متحده آمریکا است. از فیلم‌هایی که وی در آن نقش داشته است می‌توان به توستر کوچولوی شجاع اشاره کرد.